# Rachel Daly
Rachel Ann Daly (Harrogate, 6 de desembre de 1991) és una futbolista anglesa que juga al Houston Dash i a la selecció d'Anglaterra.

## Biografia
Tot i jugar només tres anys als Red Storm de la St. John's University, Daly va establir els rècords de l'escola tant per gols (50) com per punts (111). Com a estudiant de primer any, no va poder debutar a causa de les regulacions de compliment de la NCAA. Durant el seu segon any, va jugar i va ser titular en els 21 partits i va establir els rècords d'una sola temporada de St. John en gols (23) i punts (50), convertint-se en la primera jugadora del programa a ser nomenada NSCAA All-American.
Daly va ser seleccionada pels Houston Dash de la NWSL com la sisena selecció general del NWSL College Draft 2016. La NWSL Media Association la va seleccionar com la Jugadora de la Setmana de Daly en la primera jornada després que ella contribuira amb un gol i una assistència en la victòria del Dash per 3-1 contra els Chicago Red Stars. Va participar en 16 partits la temporada 2016, sumant quatre gols i quatre assistències.
La temporada 2017 va participar en 23 partits i va marcar 5 gols. El 20 de novembre de 2017, el Houston Dash va anunciar que Daly havia signat un nou contracte amb el club.
El 3 de setembre de 2020, Daly es va unir al West Ham United amb una cessió que va expirar l'11 de gener de 2021.
Daly ha representat Anglaterra als nivells sub-15, sub-17, sub-19 i sub-23. Va ser membre de l'equip de la Copa Mundial Femenina de la FIFA Sub-17 d'Anglaterra que va acabar en quarta posició a Nova Zelanda el 2008.
Quan Mark Sampson va substituir Hope Powell com a entrenador d'Anglaterra, va convocar Daly en el seu primer equip el desembre de 2013. Va guanyar el seu primer partit sènior el juny de 2016, marcant la victòria d'Anglaterra per 7-0 a un partit classificatori per a l'Eurocopa Femenina de la UEFA 2017 davant Sèrbia Daly va quedar fora de la plantilla de Sampson per a l'Eurocopa 2017.
Després de no ser convocada durant gairebé un any, Daly va ser inclosa a la selecció anglesa per a la SheBelieves Cup 2018 pel nou entrenador en cap Phil Neville. Daly va participar en quatre dels partits de classificació de la Copa del Món d'Anglaterra el 2018, ja que Anglaterra va liderar el seu grup i es va classificar per a la Copa del Món de 2019. També va guanyar la SheBelieves Cup 2019 amb Anglaterra, on va participar en dos partits i va jugar els 90 minuts en un empat 2-2 contra els Estats Units.
El maig de 2021, Daly va ser convocada amb la selecció de Gran Bretanya per als Jocs Olímpics d'estiu.

## Vida personal
Daly va festejar amb la seua companya d'equip a Houston, Kristie Mewis. També va festejar amb les companyes d'equip Sarah Gorden i Christen Westphal.